# US-amerikanische Geheimdienstaktivitäten in Deutschland

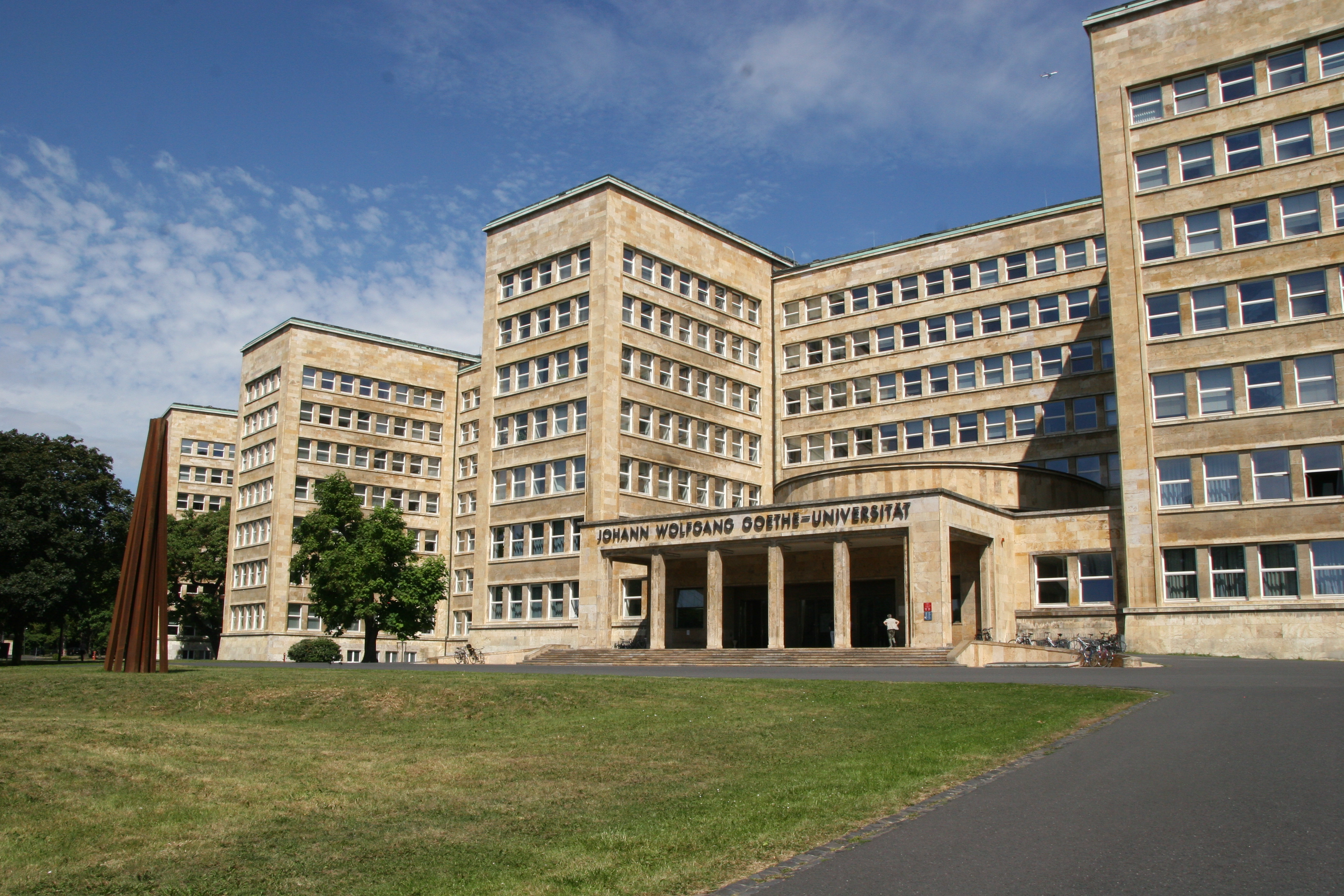
Das I.G. Farben-Gebäude diente während des Kalten Krieges als Hauptsitz der CIA in Deutschland

Die US-amerikanischen Geheimdienstaktivitäten in Deutschland wurden mit dem Zweiten Weltkrieg und der Besetzung Deutschlands ab Ende 1944 deutlich intensiviert. Da der Eiserne Vorhang während des Kalten Kriegs mitten durch Deutschland verlief, war das Land ein wichtiges Zentrum der US-amerikanischen Spionage. Dabei wurde von US-Diensten sowohl die Politik der Bundesrepublik Deutschland überwacht als auch Spionage und Propaganda gegen den Ostblock betrieben. Die CIA und andere amerikanische Geheimdienste arbeiteten dabei eng mit dem bundesdeutschen BND zusammen, der ein enger Verbündeter der USA war. Auch nach der deutschen Wiedervereinigung verblieb eine, wenn auch reduzierte geheimdienstliche Präsenz der Amerikaner in Deutschland. So wurde im Juli 2013 durch die globale Überwachungs- und Spionageaffäre bekannt, dass die amerikanische NSA fast alle deutschen Spitzenpolitiker, darunter auch Bundeskanzlerin Angela Merkel belauscht und ausspioniert hatten. Durch die Enthüllungen kam auch ans Licht, dass die CIA über Informanten in Politik und Sicherheitsdiensten verfügte.
Laut Schätzungen von 2010 arbeiten ca. 120 CIA-Agenten in Deutschland, welche häufig als Diplomaten getarnt waren. Diese waren vorwiegend in Berlin, München und Frankfurt am Main an Botschaften und Konsulaten tätig. In Frankfurt befand sich lange Zeit die CIA-Zentrale im I.G. Farben-Gebäude, welches nach dem Zweiten Weltkrieg bezogen wurde. Laut Enthüllungen der Plattform WikiLeaks von 2017 gibt es im US-Konsulat in Frankfurt eine geheime Hackereinheit namens Vault 7, die für Europa, den Nahen Osten und Afrika zuständig ist. In Wiesbaden befindet sich das 2015 errichtete Consolidated Intelligence Center der US Army, welches auch von der NSA genutzt werden soll. Das Spionagezentrum befindet sich in der Nähe des verkehrsintensiven Internetknotenpunkts DE-CIX. Die US-Stützpunkte im Land sind exterritorial und unterstehen damit dem US-amerikanischen Recht.
Die USA besitzen auf deutschem Boden eine Überwachungskapazität, welches die der deutschen Sicherheitsdienste bei weitem übertrifft. Dies zeigt sich auch daran, dass zahlreiche Terroranschläge in Deutschland durch Hinweise von US-Diensten verhindert wurden. Bei der Terrorabwehr besteht damit eine große Abhängigkeit von deutscher Seite.

## Geschichte

### Zweiter Weltkrieg
Kurz nach dem Angriff der Japaner auf Pearl Harbour erklärte Deutschland den USA am 11. Dezember 1941 den Krieg. Das Versagen der US-Nachrichtendienste in Pearl Harbour führte 1942 zur Gründung des Office of Strategic Services (OSS), das dem Kriegsministerium unterstand. Zahlreiche deutsche Emigranten arbeiteten für den Dienst und gaben Informationen an diesen weiter, dazu gehörten Herbert Marcuse, Jürgen Kuczynski, Carl Zuckmayer und Franz Neumann. Um Agenten auf den Einsatz in Deutschland vorzubereiten, errichteten die USA sogar eine deutsche Attrappenstadt in Maryland. In Camp Ritchie wurden knapp 20.000 Rekruten ausgebildet, von denen ca. 2000 in Deutschland geboren waren. Viele von ihren waren deutsche Juden, darunter auch der spätere US-Außenminister Henry Kissinger. Diese Rekruten konnten aufgrund ihrer Kenntnisse der deutschen Sprache wichtige Dienste für die amerikanischen Kriegsbemühungen leisten, indem sie deutsche Kriegsgefangene verhörten. Die Amerikaner konnten in Zusammenarbeit mit den Briten zudem die deutsche Kommunikation entschlüsseln (so z. B. durch das gemeinsame Ultra-Programm) und waren deshalb über die militärischen Pläne der Wehrmacht stets gut informiert. Durch die Operation Bodyguard konnten die Alliierten durch die Streuung falscher Informationen die Deutschen erfolgreich über den Zeitpunkt und der Ort ihrer Landung in der Normandie täuschen, was zum Erfolg der Operation Overlord beitrug.
Nachdem amerikanische Streitkräfte deutschen Boden betreten hatten, kooperierte die deutsche Bevölkerung relativ bereitwillig mit amerikanischen Agenten, da die Deutschen kriegsmüde waren und die Amerikaner gegenüber den Sowjets bevorzugten. Während der Operationen auf deutschem Boden waren Briten und Amerikaner enge Partner beim Austausch von Geheiminformationen, während die Franzosen unter Führung von Charles de Gaulle eher eigensinnige Ziele verfolgten. Die geheimdienstliche Kooperation zwischen Amerikanern und Sowjets wurde durch das große gegenseitige Misstrauen eingeschränkt.

### Nachkriegszeit
Nach dem Ende des Hitler-Regimes wurde Deutschland 1945 in vier Besatzungszonen eingeteilt, die von den Siegermächten verwaltet wurden. Prioritäten der amerikanischen Dienste in der unmittelbaren Nachkriegszeit waren die Entnazifizierung und Demokratisierung Deutschlands, die Rekrutierung deutscher Wissenschaftler und die Überwachung der Aktivitäten der Sowjets, zu denen sich die Beziehungen nach dem Sieg über den gemeinsamen Feind schnell verschlechterten.

#### Operation Overcast
Die Operation Overcast war ein geheimes Programm des US-Geheimdienstes, in dessen Rahmen zwischen 1945 und 1959 mehr als 1.600 deutsche Wissenschaftler, Ingenieure und Techniker aus Deutschland in die USA gebracht wurden, um dort nach dem Ende des Zweiten Weltkriegs in Europa für die amerikanische Regierung zu arbeiten. Die Operation wurde von der Joint Intelligence Objectives Agency (JIOA) durchgeführt, die größtenteils von Spezialagenten des Counterintelligence Corps (CIC) der US-Armee geleitet wurde. Die Wissenschaftler waren häufig in das Raketenprogramm der Nazis, die Luftfahrt und die chemische und biologische Kriegsführung involviert gewesen und waren in manchen Fällen an schweren Kriegsverbrechen beteiligt gewesen. Zu den rekrutierten Wissenschaftlern gehörte auch Wernher von Braun, der später das amerikanische Raumfahrtprogramm leitete. Von den Amerikanern wurden auch deutsche Patente eingezogen.

#### Aufbau der Bundesrepublik
Der CIC war entscheidend an der Denazifikation im besetzten Deutschland und der Verhaftung von flüchtigen Nazi-Größen beteiligt. Mitarbeiter des Militärnachrichtendienstes überprüften Millionen von Deutschen und waren an den Prozessen gegen Hunderte von Kriegsverbrechern beteiligt. Auch die Reaktion der Bevölkerung auf die Denazifizierung wurde überwacht. Die US-Dienste bauten auch Kontakte zu vertrauenswürdigen Politikern auf, zu denen in einigen Fällen schon vor Kriegsende Kommunikation bestanden hatte. Auf einer Whitelist vertrauenswürdiger Personen stand auch der spätere Bundeskanzler Konrad Adenauer, der von den Amerikanern 1945 kontaktiert wurde. Theodor Heuss verdankte seinem Aufstieg seinen guten Kontakten zu nachrichtendienstlichen US-Militärkreisen und fungierte möglicherweise für eine Zeit als Informant für den CIC in Stuttgart.
Nach der Zulassung von politischen Parteien wurden diese entsprechend überwacht und infiltriert. Besonders stark beobachtet wurde die neuerrichtete KPD. Zum wichtigste SPD-Informanten der amerikanischen Geheimdienste wurde ab 1948 Willy Brandt, der den CIC mit Informationen aus dem geteilten Berlin versorgte. Hier versuchten die USA die SPD zu begünstigen, um eine Übernahme der Kommunisten zu verhindern. Brandt wurde 1950 schließlich als Agent rekrutiert und erhielt als „Informant ‚O-35-VIII‘“ zusammen mit Hans Emil Hirschfeld 200.000 D-Mark an politischer Unterstützung von den Amerikanern, die seine Karriere förderten. Seine Informantentätigkeit endete 1952, er blieb allerdings mit nachrichtendienstlichen Kreisen auch danach in Kontakt.

### Kalter Krieg

#### Stay-behind-Netzwerke
Die amerikanisch-sowjetischen Beziehungen verschlechterten sich schon bald so weit, dass es zum Kalten Krieg kam. Durch die Berlin-Blockade wurde den Amerikanern ihre verwundbare Position verdeutlicht und aufgrund der numerischen Unterzahl der US-Streitkräfte in Europa gingen amerikanische Militärplaner davon aus, dass Europa bei einem sowjetischen Angriff schnell an die Kommunisten fallen würde. Die durch den National Security Act von 1947 gegründete Central Intelligence Agency (CIA) begann deshalb mit dem Aufbau von sogenannten Stay-behind-Netzwerken, die bei einem sowjetischen Angriff hinter den feindlichen Linien im Sinne der Amerikaner agieren sollten. Für dieses Vorhaben wurden in Deutschland zahlreiche Ex-Nazis rekrutiert. Zwischen 1948 und 1955 organisierte die CIA in Westdeutschland und West-Berlin mehr als ein Dutzend solcher Netzwerke, die aus mehreren hundert deutschen Funkern, Agenten und Informanten bestanden, von denen viele während des Zweiten Weltkriegs Soldaten der Wehrmacht oder der Waffen-SS gewesen waren. Im Rahmen der Operation wurden geheime Depots mit Waffen, Sprengstoff, Funk- und Chiffrierunterlagen sowie Versorgungsgütern angelegt. Diese Netzwerke von geheimen Waffendepots und Agenten wurden nicht nur in Deutschland, sondern auch in zahlreichen anderen NATO-Staaten errichtet.

#### Rivalität mit den Sowjets in Berlin
Zu einem Zentrum der gegenseitigen Spionage stieg schon in den 1940er Jahren die geteilte deutsche Hauptstadt Berlin auf. Die Amerikaner waren hier dem sich formierenden Ostblock und den sowjetischen Streitkräften am nächsten und alle Geheimdienste rekrutierten in der Bevölkerung. In Zusammenarbeit mit den Briten gelang der CIA im Jahre 1955 mit der Operation Gold ein Coup, als sie einen 400 Meter langen Spionagetunnel zwischen dem amerikanischen und sowjetischen Sektor errichteten, mit dem sowjetische Telefonleitungen angezapft und abgehört werden konnten. Durch einen Maulwurf bei den Briten waren die Sowjets allerdings schon im Voraus bestens über den Tunnel informiert gewesen und sie ließen die Operation nach einem Jahr auffliegen, ohne ihre Quelle zu gefährden.
Im Jahre 1959 gab es über Tausend amerikanische Spione in der Stadt Berlin. Die Präsenz westlicher Spione in Berlin war einer der Gründe, warum die Sowjets die Errichtung der Berliner Mauer unterstützten, der den Kontakt zu vielen Quellen westlicher Nachrichtendienste in Ost-Berlin abschnitt.

#### Amerikanische Nachrichtendienste in Deutschland
Als Basis für nachrichtendienstliche Aktivitäten der USA war die Bundesrepublik Deutschland von sehr großer Bedeutung. Neben der Türkei und dem Vereinigten Königreich gehörte Deutschland zu den drei Staaten, die eine große Anzahl und Vielfalt an verschiedenen nachrichtendienstlichen Stationen und Basen auf ihrem Staatsgebiet erlaubten, während andere europäische Staaten diese beschränkten. Zahlreiche SIGINT-Abhörposten, Radarüberwachungsstationen und CIA-Stützpunkte wurden in Deutschland eingerichtet, die eine wichtige Rolle im Kalten Krieg spielten. Die German Station der CIA war die größte CIA-Einheit in Übersee. Sie umfasste 1959 zwischen 1.400 und 1.700 Einsatz- und Hilfskräfte. Das Hauptquartier der deutschen CIA-Station, das Teile eines riesigen ehemaligen Gebäudes der IG Farben in Frankfurt belegte, kontrollierte ein Dutzend über die ganze Bundesrepublik verteilte Operationsbasen, von denen die größte die 200 Personen starke Berlin Operations Base (BOB) war, deren Deckname U.S. Army Field Systems Office lautete. Die BOB befand sich in einem dreistöckigen Gebäude am Föhrenweg im Berliner Stadtteil Dahlem, das während des Zweiten Weltkriegs das Hauptquartier der deutschen Luftwaffe gewesen war. Die CIA kontrolliert auch noch zahlreiche kleinere Waffenlager, Spionagestationen, Ausbildungslager, Munitionsdepots und geheime Verstecke im ganzen Land.
Auch nach der Erlangung der außenpolitischen Souveränität der Bundesrepublik behielten sich die Siegermächte zum Schutz ihrer Sicherheit Privilegien vor, die das deutsche Grundgesetz in Teilen aussetzten, insbesondere das Brief-, Post- und Fernmeldegeheimnis. So wurde die deutsche Bundespost auf kommunistische Aktivitäten überwacht. Während des Kalten Krieges fingen westliche Nachrichtendienste etwa 90 Millionen Postsendungen ab. Auch das deutsche Telefonnetz wurde durch die NSA überwacht.
Es gab eine Reihe von der CIA gesponserte Operationen zur psychologischen Kriegsführung, die von Deutschland aus durchgeführt wurden. So wurden bis in die 1960er Jahre Ballons mit antisowjetischen Botschaften über die innerdeutsche Grenze nach Osten geflogen. Die Propagandasender Radio Free Europe / Radio Liberty, die von der CIA von 1948 bis in den 1970er Jahren finanziert und verwaltet wurden, sendeten von München aus. Die USA versuchten auch Einfluss auf die deutsche Medienlandschaft zu nehmen. Das Verlagshaus Axel Springer soll in den 1950er Jahren 7 Millionen US-Dollar für mit den US-Interessen genehme Berichterstattung erhalten haben. Amerikanische Nachrichtendienste finanzierten verschiedene antikommunistische Gruppen wie den Bund Deutscher Jugend, den Untersuchungsausschuß Freiheitlicher Juristen oder die Kampfgruppe gegen Unmenschlichkeit. Mehr als ein Dutzend Organisationen erhielten Mitte der 1950er Jahre Gelder von der CIA, darunter auch Verlagshäuser wie der Colloquium-Verlag und das Ostbüro der CDU sowie der SPD. Die CIA finanzierte auch zahlreich Kunst- und Kulturmagazine in Europa und förderte den abstrakten Expressionismus gegenüber dem sozialistischen Realismus als Kunstform.
Die USA versuchten auch ein Spionagenetzwerk in der DDR aufzubauen, taten sich damit allerdings schwer. Die Bemühungen scheiterten besonders an der entschlossenen Spionageabwehr der Stasi und des KGB sowie der mangelhaften Koordinierung der zahlreichen amerikanischen Geheimdienste. Durch die Cambridge Five bestand zudem ein erhebliches Sicherheitsleck in den eigenen Reihen, das reihenweise Agenten im Osten auffliegen ließ. Einige Spione blieben allerdings länger unentdeckt wie die Spionin Gertrud Liebing, die ab 1954 für elf Jahre das Zentralkomitee der SED für die CIA ausspionierte, bevor sie 1966 gefasst wurde. Informationen über die DDR versuchten die USA auch über Spionageflüge und die Befragung von Westflüchtlingen zu erhalten. Die wichtigste Quelle über Ereignisse in der DDR blieb für die Amerikaner jedoch der westdeutsche BND.

### Nach der deutschen Wiedervereinigung
In der unmittelbaren Zeit nach dem Mauerfall kamen die USA auf unbekannte Weise an die Rosenholz-Dateien, eine Mitarbeiterliste der Stasi, die den USA halfen Spione zu enttarnen. Angeblich wurden die Dateien von einem KGB-Mitarbeiter für 75.000 US-Dollar an die CIA verkauft. Die Dateien wurden von den US-Diensten ausgewertet und erst 2003 in unvollständiger Form an Deutschland zurückgegeben.
Am 22. April 1991 wurde Jeffrey Carney in Berlin in einer illegalen Operation auf deutschem Boden von den USA entführt. Carney war der höchstrangige US-amerikanische Überläufer in Deutschland gewesen und war 1985 in die DDR geflüchtet, nachdem er zuvor bereits Geheimnisse an die Stasi verraten hatte.  Er wurde zu 38 Jahren Haft verurteilt und 2003 begnadigt.
Mit dem Ende des Ost-West-Konflikts wurde die Präsenz amerikanischer Nachrichtendienste zurückgefahren und das geheimdienstliche Personal in Westeuropa um etwa die Hälfte reduziert. Ein Ende der Überwachung des deutschen Telefon- und Postnetzes wurde vereinbart, wobei die Amerikaner sich in der Folgezeit nicht daran hielten. Im Jahre 1995 soll der US-Präsident Bill Clinton die CIA angewiesen haben, die Wirtschaftsspionage auch gegen befreundete Länder wie Japan oder Deutschland zu verstärken. Während der UN-Inspektionen der von Saddam Hussein Regime betriebenen Anlagen soll die CIA bei den Inspektionen Geheimnisse der deutschen Atomindustrie gestohlen haben.
Für die CIA nahm Deutschland durch die Terroranschläge am 11. September 2001 und den darauffolgenden Krieg in Afghanistan sowie den Irakkrieg wieder an Bedeutung zu. Eine wichtige Rolle für die Kriegsführung spielen dabei die US-Militärstützpunkte in Deutschland wie die Ramstein Air Base. Während des Krieg gegen den Terror soll die Errichtung der Black Sites von der CIA-Basis in Frankfurt aus geplant und koordiniert worden sein. An den Black Sites der CIA wurden gefangene Verdächtige inhaftiert und gefoltert.
Die Weigerung von Gerhard Schröder, sich der Koalition der Willigen anzuschließen, sorgte für Misstrauen bei den Amerikanern. Von der NSA wurde er deshalb ab 2002 auf die Liste der zu überwachenden Personen genommen und seine Telefonate abgehört.
2007 wurde die terroristische Sauerland-Gruppe durch von der NSA abgehörte Telefonate und E-Mails enttarnt. Die Gruppe hatte Anschläge auf militärische Einrichtungen der USA in Deutschland geplant. Die Abhörung legte schon vor den späteren Leaks die großen Kapazitäten der NSA für die Überwachung von deutschen Kommunikationssystemen offen.
Durch die Enthüllungen des Whistleblowers Edward Snowden im Sommer 2013 kam heraus, dass die NSA die Handys und Telefone von 35 Staatschefs weltweit überwacht und abgehört hatte, darunter auch die Kommunikation von Bundeskanzlerin Angela Merkel. Diese äußerte sich empört und die deutsche Regierung ließ erstmals in der Geschichte den US-Botschafter einbestellen. Die NSA-Affäre legte auch eine beispiellose Massenüberwachung deutscher Bürger durch US-Dienste offen. Nachdem die USA versprochen hatten, die Überwachung der Bundeskanzlerin einzustellen, bestätige ein US-Nachrichtendienstmitarbeiter laut Informationen der BILD-Zeitung 2014, dass nun stattdessen das Handy von Innenminister Thomas de Maizière überwacht werden würde, um Informationsverluste für die Nachrichtendienste zu vermeiden. Zu diesem Zeitpunkt überwachte die NSA über 300 Personen in Deutschland direkt, darunter Führungspersonal aus Wirtschaft und Politik. Das Spähprogramm zur Überwachung der deutschen politischen und wirtschaftlichen Elite soll schon 1998 begonnen haben.
Später wurde auch der deutsche NSA-Untersuchungsausschuss von den USA ausspioniert, als der seit 2012 für die CIA spionierende BND-Mitarbeiter Markus R. geheime Dokumente zum Untersuchungsausschuss an die Amerikaner übergab. Für den Fall einer möglichen Vorladung Edward Snowdens vor den Untersuchungsausschuss drohten die USA mit einer Einstellung der Kooperation bei Nachrichtendiensten und Terrorabwehr.
Laut Enthüllungen vom Juni 2014 haben die USA ein Dutzend Spione in verschiedenen deutschen Ministerien platziert, darunter den Ministerien für Verteidigung, Wirtschaft, Inneres und Entwicklungshilfe. Letzteres sei für die CIA von Interesse, weil über das Entwicklungshilfeministerium verdeckte Operationen des BND im Ausland liefen.
Ein durch die Pentagon-Leaks von 2023 an die Öffentlichkeit gelangtes Dokument legt nahe, dass die US-Nachrichtendienste weiterhin Kommunikation des deutschen Verteidigungsministeriums mitlesen können. Die Echtheit der Dokumente ist unbestätigt, sie wurden von der Zeit und der ARD jedoch als authentisch eingestuft.

## Zusammenarbeit zwischen BND und amerikanischen Diensten
Der BND entstand aus der unter der Ägide der Amerikaner entstandenen Organisation Gehlen. Langjähriger Leiter und Namensgeber war Generalmajor Reinhard Gehlen, ehemaliger Chef der Abteilung Fremde Heere Ost (FHO) der Wehrmacht und erster Präsident des 1956 gegründeten BND. Zahlreiche Nazitäter befanden sich unter den frühen Mitarbeitern, die nun von den Amerikanern gegen die Sowjets rekrutiert wurden. Während des gesamten Kalten Krieges waren die amerikanischen Nachrichtendienste und der BND enge Verbündete. Eine erfolgreiche gemeinsame Zusammenarbeit bildete die Operation Rubikon, bei der ab 1970 durch den Verkauf manipulierter Verschlüsselungstechnik (CX-52) der Schweizer Crypto AG knapp 100 Länder ausspioniert werden konnten.
Der BND, das BKA und das BfV sollen nach Medienberichten bei der Errichtung von Geheimgefängnissen (Black Sites) mit der CIA kooperiert haben. Deutsche sollen auch an Verhören in Guantanamo beteiligt gewesen sein.
Der BND soll mit der NSA bei der Spionage deutscher Bürger kooperiert haben, was zu öffentlicher Kritik an dem Dienst führte. So leitete der BND Daten wie private Handynummern und E-Mail-Adressen an die NSA weiter und sortierte Daten für die NSA vor. In Reaktion auf die Affäre verabschiedete der Deutsche Bundestag im Oktober 2016 ein überarbeitetes BND-Gesetz.